# Jesuskind-Stehlen

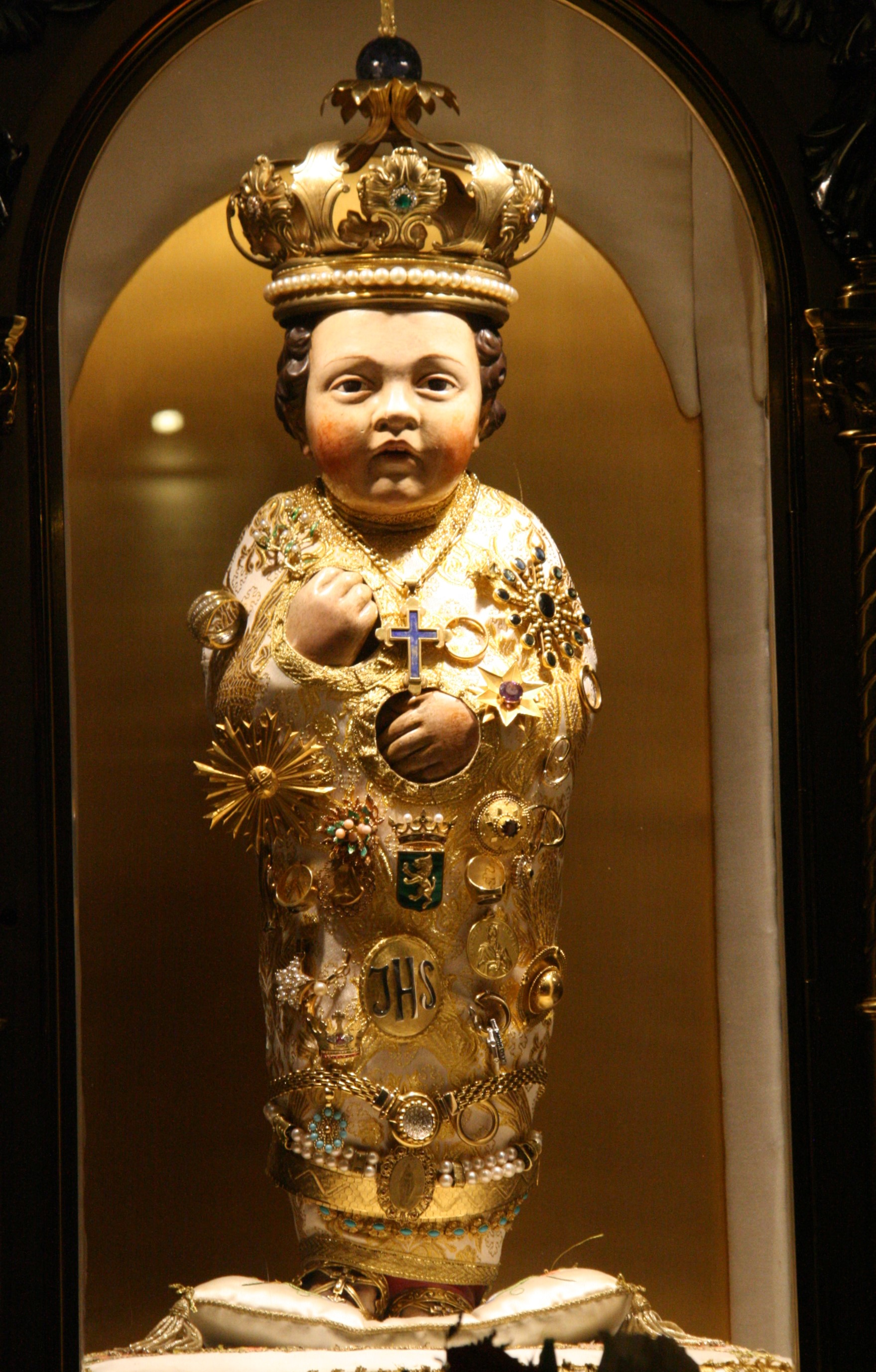
Nachbildung des 1994 gestohlenen und seither verschollenen Jesuskind aus der römischen Kirche Santa Maria in Aracoeli.

Das Stehlen des Jesuskinds ist ein Vorgang, bei dem die Jesuskindfigur aus einer Weihnachtskrippe, aus Kirchen oder Museen entwendet wird. Aus dem späten Mittelalter sind epische Segen (Zaubersegen) und magische Beschwörungsformeln gegen solche Frevel überliefert. In Lateinamerika entstand eine spielerische Tradition, bei der Diebstahl und Wiederbringung des Jesuskindes rituell gefeiert werden.

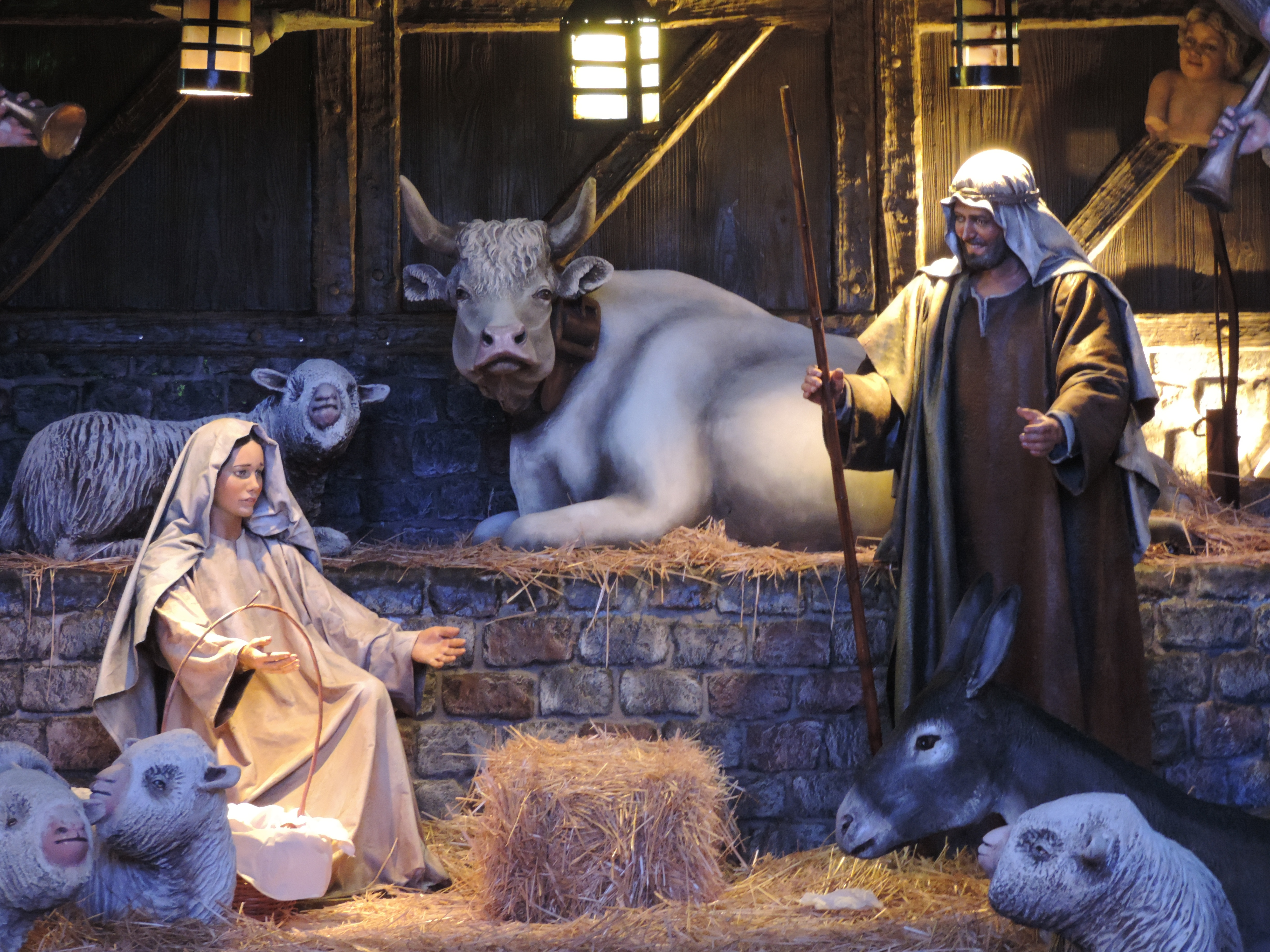
Krippenbild ohne Christkind

## Beschreibung
Die Figur gehört als Teil der Heiligen Familie zum Figurenprogramm von Altären oder Weihnachtskrippen und bildet dort den Mittelpunkt, um nicht nur in der Weihnachtszeit an Jesu Geburt zu erinnern. Mancherorts wird die Figur zu Beginn der Christmette in feierlicher Prozession herbeigebracht und in die Krippe gelegt. Als Objekt der Vergegenwärtigung besitzt sie für manche Gläubige eine große Aussagekraft. Teilweise wird nach dem Diebstahl ein Lösegeld gefordert. 
Die Diebstähle der Figur sind auf unterschiedliche, meist nicht-religiöse Gründe zurückzuführen. Oft ist es Übermut, überhöhter Alkoholkonsum oder es sind soziale Zwänge, die diese meist nicht gesicherten Figuren zu Beutegut werden lassen. Für kirchenferne, atheistische oder „gelangweilte Jugendliche ist es ein einfacher Streich“, meint eine The-New-York-Times-Berichterstatterin, „während die Besitzer der Krippen keinen Spaß daran hätten“.
Solche Diebstähle sind ein weltweites, schon seit mehreren Jahrhunderten bekanntes Phänomen. So stahlen Unbekannte am 1. Februar 1994 beispielsweise die 500 Jahre alte Olivenholzfigur aus der Kirche Santa Maria in Aracoeli in Rom, welche Ziel von Pilgerfahrten war und seitdem nicht wieder aufgetaucht ist.

## Geschichte
Diebessegen stehen in der bis in die Antike reichenden Tradition von Beschwörungsformeln, die Diebe aufhalten, aufspüren oder zur Rückgabe des Diebesguts zwingen sollten. Deutsche epische Segen sind aus dem Spätmittelalter überliefert. Beispielsweise sollten drei(unddreißig) Engel das Jesuskind vor den Dieben schützen sollten, vor allem die Erzengel Michael, Gabriel und Raphael. Johann Ludwig Hartmann berichtete in „Greuel des Segensprechens“, wie mit solchen Zauberformeln die Diebe des Jesuskinds gebannt werden sollten. Den Diebesbann-Geschichten stehen die Fluchformeln sehr nahe, die man im Mittelalter in die Bücher eingetragen hat (orientalischen, nachchristlichen Ursprungs).
Der Überlieferung nach üben allein durch ihren religiösen Charakter geheiligte Dinge selbst einen Bann aus; seit der Antike über das Frühchristentum bis in die Gegenwart treffen Strafwunder immer wieder solche Reliquiendiebe. (Zum Beispiel kann der Dieb sich nicht weiter als eine Viertelstunde mit dem Diebesgut entfernen, sondern spürt einen inneren Zwang, es zurückzubringen.)
Deutsche epische Segen (also rein christliche) als auch rituelle und besprechende Sprüche zum Thema „Diebe und das Heilige Kind“ (seit 1400 bekannt, lateinisch nicht belegt) variieren nur in der Einleitung, der Rest und auch die anschließende Besprechung, bleiben ziemlich stabil. In Böhmen vermischten sich zwar slavischer und deutscher Aberglauben, aber beim Diebssegen kamen nach Rückübersetzung die deutschen Reime zum Vorschein, die sich in einem norddeutschen Diebssegen befanden: "Mutter Maria reiste wohl über das Land,/ sie hatte ihr liebes Kind bei der Hand./ Da kamen die Diebe, [usw]".
Aus dem Jahr 1897 heißt es im Bayrischen Zentral-Polizei-Blatt: „In der Zeit vom 20./21. d. Mts. wurden aus der Pfarrkirche zu Berchtesgaden gestohlen: 1 Figur, das Christkind im Elend darstellend, aus Holz geschnitzt, mit weißem Hemdchen bekleidet und mit vergold. Heiligenschein versehen – aus dem 16. Jahrhundert stammend –, […] Um Spähe und sachdienl. Mittheilung wird ersucht.“

## Auslegung
Nada Boškovska schildert in ihrem Buch Die Frühe Neuzeit in der Geschichtswissenschaft einen Gerichtsfall einer Frau mit psychopathischen Praktiken, die angeblich das Christuskind stahl, um es dem Teufel auszuhändigen.

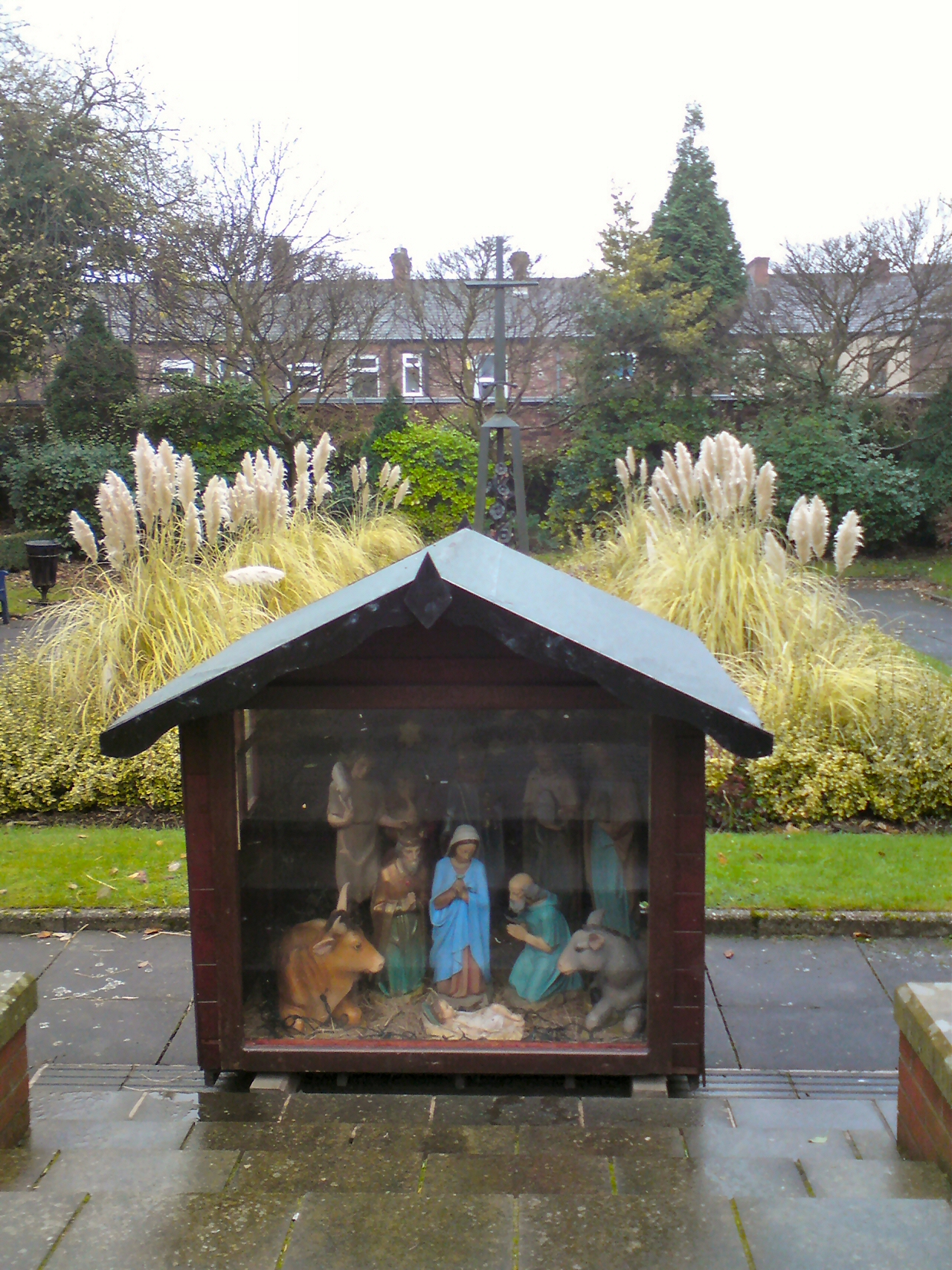
Öffentlich aufgestellte und mit Plexiglas geschützte Krippe in Denton bei Manchester.

Der Historiker Daniel Silliman (* 1982) bezeichnet aus US-amerikanischer Sicht in seinem Land das  Jesuskind als Beute als eine „buchstäbliche Entwendung des Christlichen“. Er bezieht sich dabei auf die im Ersten Verfassungszusatz verankerte Trennung von Staat und Kirche und die Frage, inwieweit das Christentum durch den Staat zu schützen sei. Der Angriff und der Raub des Jesuskinds sei für ihn als „Protest gegen die Kommerzialisierung von Weihnachten, also gegen Weihnachten, gerichtet“ und der Diebstahl als solcher zeige, „wie wenig die kommerziellen und religiösen Aspekte dieses amerikanischen Feiertags voneinander zu unterscheiden seien“.
Nach Sillimans Auffassung sind diese Taten „Dummheiten“ und nur ein „schwacher Protest angesichts der Dominanz dieses Feiertags“. Sie könnten nicht als „Bedrohung […] dieses Lebensstils“ betrachtet werden.

## Rituelle Begehung von „Jesuskind-Diebstahl“
Anders verhält sich es mit einer Art von Entnahmen des Jesuskindes aus der Krippe in Lateinamerika, die an die biblische Erzählung Der zwölfjährige Jesus im Tempel erinnern (Lk 2,41ff ). Die dort vorgenommenen „Entwendungen“ ahmen die im Lukasevangelium geschilderten Ereignisse über den Aufenthalt des zwölfjährigen Jesus im Tempel nach. Hier zeugen diese Taten von einem hohen Respekt gegenüber den biblischen Überlieferungen, indem die „Räuber“ die Christusfigur mitnehmen und stattdessen einen Zettel mit der Aufschrift hinterlassen: „Das Kind wurde gestohlen. Sie werden bald wieder von den Dieben hören.“ Damit bekunden sie eine Hochachtung, ähnlich wie bei Lukas beschrieben, die die Rechtsgelehrten über die Kenntnisse des jungen Jesus gezeigt hatten. Ritualisierte Abläufe folgen: Nach wenigen Tagen, idealerweise am Ersten Weihnachtstag oder am Dreikönigstag, treffen sich die Besitzer der Krippe mit den „Räubern“, und gemeinsam beginnt man mit der Suche, die mit der Begegnung mit dem Kind endet. In einer feierlichen Prozession gelangt das Christuskind am Ende zurück zu seinem ursprünglichen Zuhause. Vorausgehend werden für diese festliche Inszenierung Vorkehrungen getroffen. Rollen werden verteilt, Kostüme angefertigt und Raketen bereitgelegt, die nach der Heimkehr gezündet werden können. Auch Essen und Getränke für die Darsteller und Zuschauer dürfen nicht fehlen.

## Mediale Rezeption
In Buchveröffentlichungen und Bühnenwerken wurde das Thema wiederholt aufgegriffen. Zu Heiligabend im Jahr 1953 wurde eine Folge der Fernsehserie Dragnet mit dem Titel The Big Little Jesus ausgestrahlt, in der der Raub des Jesuskinds aus einer Krippenausstellung von zwei Polizeibeamten untersucht wird. Die anrührende Geschichte wird aufgeklärt. Die Episode wurde in veränderter, farbiger Fassung 1967 erneut verfilmt. B.J. and the A.C. (Wo ist Jesus?) war eine Folge von The Leftovers aus dem Jahr 2014, die auf dem gleichnamigen Roman von Tom Perrotta beruht. Diese Fernsehserie beschäftigte sich mit übernatürlichen Begebenheiten und dem Thema Entrückung. Ein Buch und eine Bühnenveröffentlichung haben Stealing Baby Jesus zum Titel. Dieses 2020 veröffentlichte Werk einer Familiensaga im Großbritannien der 1960er Jahre dreht sich um Bemühungen, ein perfektes Weihnachten zu zelebrieren und dabei zahlreiche Verwicklungen zu meistern.
Netflix veröffentlichte einen Kindertrickfilm Angela's Christmas, wo die kleine Protagonistin das unbekleidete "Baby Jesus" mit nach Hause nimmt, um es zu wärmen. Als der Diebstahl entdeckt wird, verzeiht man der kleinen Diebin und die Jesusfigur darf den Pullover anbehalten.